# ألكسندر يرسن

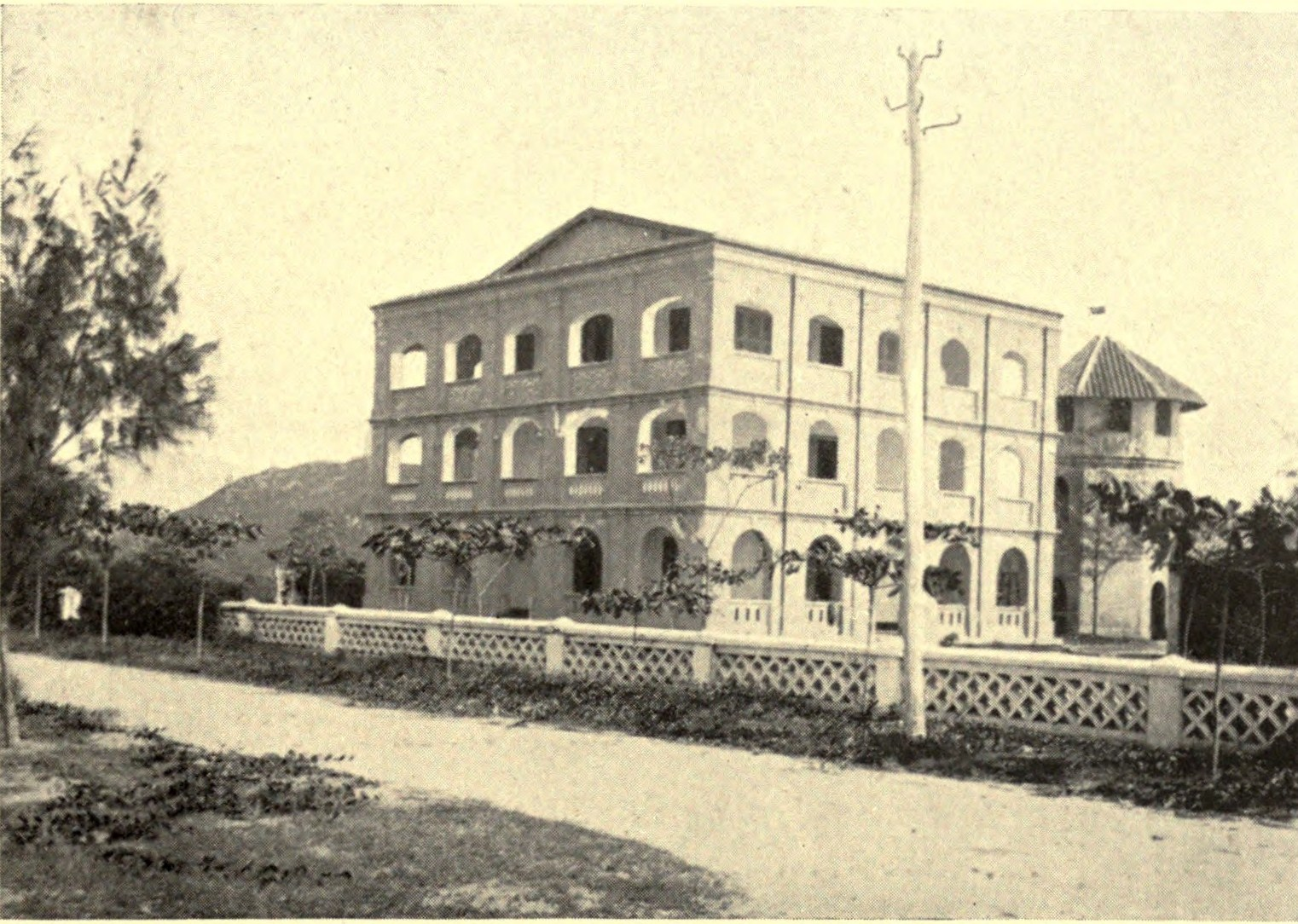
منزل يرسنمنزل الدكتور يرسين في نها ترانغ في حوالي عام 1900. اليوم تم هدمه واستبداله ببيت الضيافة 478 التابع لوزارة الأمن العام في فيتنام.

ألكسندر اميل جان يرسين (بالفرنسية: Alexandre Émile Jean Yersin)‏ (22 سبتمبر 1863 - 1 مارس 1943) طبيب وعالم بكتيريات فرنسي سويسري. هو مكتشف العصية المسؤولة عن الطاعون الدملي عام 1894. سمي جنس اليرسنية البكتيري تكريماً له. (يرسينيا طاعونية)، (يرسينيا طاعونية).

## حياته
ولد ألكسندر يرسين في عام 1863 في أوبون، كانتون فود، سويسرا، لعائلة من فرنسا. من 1883 إلى 1884، درس يرسين الطب في لوزان، سويسرا. ثم في ماربورغ، ألمانيا وباريس (1884-1886). في عام 1886، دخل مختبر أبحاث لويس باستور في المدرسة العليا للأساتذة، بدعوة من بيير بول إميل رو، وشارك في تطوير مصل مكافحة داء الكلب. في عام 1888 حصل على الدكتوراه في أطروحة بعنوان دراسة عن تطوير الدرنات التجريبية وأمضى شهرين مع روبرت كوخ في ألمانيا. انضم إلى معهد باستور الذي تم إنشاؤه مؤخرًا في عام 1889 كمتعاون مع رو، واكتشف معه السم الخناق (الذي أنتجته عصية الخناق الوتدية).
لممارسة الطب في فرنسا، تقدم يرسين بطلب للحصول على الجنسية الفرنسية وحصل عليها في عام 1888. وبعد ذلك بفترة وجيزة (1890)، غادر إلى الهند الصينية الفرنسية في جنوب شرق آسيا كطبيب لشركة الرسائل البحرية على خط سايجون-مانيلا ثم في سايغون خط هايفونغ. شارك في واحدة من مهام أوغست بافى. في عام 1894 تم إرسال يرسين بناء على طلب من الحكومة الفرنسية ومعهد باستور إلى هونغ كونغ، للتحقيق في وباء طاعون المانجو الرئوي.
هناك، في كوخ صغير (وفقا للطاعون من ويندي أورنت) لأنه حُرِمَ من الوصول إلى المستشفيات الإنجليزية عند وصوله، قام باكتشافه الأعظم: تلك العوامل الممرضة التي تسبب المرض. وكان الدكتور كيتاساتو شيباسابورو، في هونغ كونغ أيضاً، قد اكتشف نوعاً من البكتيريا منذ عدة أيام. هناك جدل حول ما إذا كان هذا هو نفس المكورات الرئوية أو مزيج من الاثنين. لأن التقارير الأولية لـ Kitasato كانت مبهمة ومتناقضة إلى حد ما، فإن البعض يعطي يرسين الفضل الوحيد لهذا الاكتشاف. ومع ذلك، فقد حدد تحليل شامل لمورفولوجية الكائن الذي اكتشفه كيتاساتو "نحن على ثقة من أن كيتاساتو قد فحص عصية الطاعون في هونغ كونغ في أواخر يونيو وأوائل يوليو 1894"، بعد أيام فقط من إعلان يرسين اكتشافه الخاص في 20 يونيو. لذلك، لا ينبغي أن يتم رفض كيتاساتو هذا الرصيد". تتطور بكتيريا الطاعون بشكل أفضل في درجات الحرارة المنخفضة، لذا تبين أن مختبر يرسين غير المجهز بشكل جيد كان ميزة في السباق مع كيتاساتو، الذي استخدم حاضنة. لذلك، وعلى الرغم من أن الأوساط العلمية قد أطلق عليها في البداية اسم "عصية كيتاساتو يرسين"، إلا أن الميكروب يفترض لاحقًا أن اسم هذا الأخير فقط بسبب الاسم الذي حدده كيتاساتو، وهو نوع من المكورات العقدية، لا يمكن العثور عليه في الغدد الليمفاوية. تمكن يرسين أيضًا من التوضيح لأول مرة أن العصيات نفسها كانت موجودة في القوارض وكذلك في مرض الإنسان، مما يؤكد على إمكانية انتقال العدوى. تم إرسال هذا الاكتشاف المهم إلى الأكاديمية الفرنسية للعلوم في نفس العام، من قبل زميله إميل دوكلاو، في ورقة كلاسيكية بعنوان "La peste bubonique à Hong-Kong". بمعنى "الطاعون الدبلي في هونغ كونغ".
من 1895 إلى 1897، تابع يرسين المزيد من دراساته على الطاعون الدبلي. في عام 1895، عاد إلى معهد باستور في باريس وقام بإعداد مع Émile Roux، و Albert Calmette، وAmédée Borrel، أول مصل مضاد للطاعون. في نفس العام، عاد إلى الهند الصينية، حيث قام بتركيب مختبر صغير في نها ترانج لتصنيع المصل (في 1905 أصبح هذا المختبر فرعا لمعهد باستور). جرب يرسين المصل الذي تم الحصول عليه من باريس في كانتون وأموي، في عام 1896، وفي بومباي، الهند، في عام 1897، مع نتائج مخيبة للآمال. بعد أن قرر البقاء في بلده للتبني، شارك بنشاط في إنشاء كلية الطب في ها نوي في عام 1902، وكان أول مدير لها، حتى عام 1904.
جرب يرسين يده في الزراعة وكان رائدا في زراعة أشجار المطاط (Hevea brasiliensis) المستوردة من البرازيل إلى الهند الصينية. لهذا الغرض، حصل في عام 1897 على امتياز من الحكومة لإنشاء محطة زراعية في Suoi Dau. افتتح محطة جديدة في هون با في عام 1915، حيث حاول التأقلم مع شجرة الكينين (Cinchona ledgeriana)، التي تم استيرادها من جبال الأنديز في أمريكا الجنوبية من قبل الإسبان، والتي أنتجت أول علاج فعال معروف للوقاية من الملاريا وعلاجها. (مرض سائد في جنوب شرق آسيا حتى يومنا هذا).
يتذكر ألكسندر يرسين جيداً في فيتنام، حيث كان يدعى بالمناسبة أنغ نام، Ông Năm(السيد نام / الخامس) من قبل الشعب.
في 8 يناير 1902، تم اعتماد يرسين ليكون أول مدير لجامعة هانوي الطبية من قبل الحاكم العام للهند الفرنسية الفرنسية، بول دومير. بعد استقلال البلاد، حافظت الشوارع التي سميت على شرفه على اسمها وكان قبره في Suoi Dau كان محاطا ببغودة حيث يتم أداء الشعائر في عبادته. منزله في نها ترانج هو الآن متحف يرسين، ويصفه الشاهد على قبره بأنه «متبرع وإنساني، تبجيلاً من الشعب الفيتنامي».
في هانوي، يوجد اسم lycée فرنسي. جامعة خاصة تم تأسيسها في عام 2004 في دا لات سميت «جامعة يرسين» على شرفه.
في عام 1934 تم تعيينه المدير الفخري لمعهد باستور وعضواً في مجلس إدارته. توفي خلال الحرب العالمية الثانية في منزله في نها ترانج، في عام 1943.

## متنوع
يرجع الفضل إلى الدكتور يرسين في العثور على موقع لمدينة دا لات (300 كلم شمال شرق سايغون) في عام 1893. وبسبب الارتفاع الكبير والمناخ الشبيه بالأنشطة الأوروبية، سرعان ما أصبحت دالات بقعة R & R للضباط الفرنسيين. كانت هناك مدرسة ثانوية سميت باسمه والتي بنيت في عشرينيات القرن العشرين، الليسيه يرسين (Lycée Yersin) الملقب بـ Grand Lycée (الصف 6 إلى 12)، و Petit Lycée (من الصف إلى الصف الخامس) وجامعة سميت له والتي بنيت في 2000s.
أثناء وجوده في هونغ كونغ، تم مساعدة يرسين في بحثه من قبل كاهن إيطالي من نظام (PIME، Bernardo Viganò (1837–1901. وقدم الجثث وساعده في سعيه لإيجاد علاج للطاعون.

## روابط خارجية
- ألكسندر يرسن على موقع الموسوعة البريطانية (الإنجليزية)
- ألكسندر يرسن ومغامراته في فيتنام
- الزملاء الآخرون للويس باستور, تخمير باستور
- ألكسندر يرسن.المعالم التاريخية. معهد باستور، باريس (باللغة الفرنسية).